# Бромид церия(III)
Бромид церия(III) — неорганическое соединение церия с бромом, цериевая соль бромоводородной кислоты. Представляет собой белый гигроскопичные порошок. Растворяется в воде.

## История
Вещество известено с 1899 года. В этом году его впервые получили В. Мутман и Л. Штютцель из сульфида церия и газообразного бромоводорода. 

## Физические свойства
Бромид церия представляет собой белый гигроскопичный порошок. Легко образует кристаллогидраты белого цвета с формулой CeBr3•H2O. Бромид церия хорошо растворим в воде и умеренно растворим в этаноле и ацетоне.

## Химические свойства
Бромид церия устойчив к высокой температуре.
Активные металлы замещают церий при нагревании:
{\displaystyle {\ce {2CeBr3 + 3Ca ->[t] 3CaBr2 + 2Ce}}}
В данной реакции с кальцием образовался бромид кальция и церий.
Фтор и в меньшей степери хлор вытесняют бром. Фтор реагирует с бромидом церия без нагревания, образуя фторид церия:
{\displaystyle {\ce {2CeBr3 + F2 -> 2CeF + 3Br2 ^}}}
Бромид церия (III) реагирует с щелочами, образуя гидроксид церия (III):
{\displaystyle {\ce {CeBr3 + 3NaOH -> Ce(OH)3 v + 3NaBr}}}

## Получение
Водные растворы CeBr3 могут быть получены в результате реакции Ce2(СО3)3·H2O с HBr. Продукт, CeBr3·Н2О, может быть обезвожен путем нагрева с NH4Br, с последующей сублимацией остаточного NH4Br. CeBr3 перегоняют при пониженном давлении (~0,1 Па) в кварцевой ампуле при 875—880 °С.

## Применение
Бромид церия(III) применяется в сцинтилляторах:
- Кристаллы бромида лантана, легированные CeBr3 в качестве допанта демонстрируют превосходную сцинтилляцию для использования в медицинских и геофизических датчиках[5][6].
- Кристаллы чистого CeBr3 показывают способность к обнаружению гамма-лучей[7].